# 须多乳香树
须多乳香树（学名：Boswellia dioscoridis）是橄榄科乳香树属植物，原产索科特拉岛（明代称“须多大屿”）。种加词取自索科特拉岛的古希腊名称“迪奥斯科里达”（Dioscorida）。